# Encomio
El encomio es un texto de alabanza en honor a algo o alguien. Junto a su opuesto, que es el vituperio, textos insultantes, compone el género epidíctico cuyo objetivo práctico es argumentar y que se incluye dentro de la retórica. Podía realizarse en lírica o prosa, según el tono deseado. El encomio era un importante ejercicio de oratoria.

## Clasificación
Aunque primeramente podríamos clasificar los discursos encomiásticos según el objeto en dioses; hombres; seres pedestres, alados y acuáticos y seres inanimados, se puede hacer una clasificación de los géneros de alabanza clásicos de acuerdo a sus ámbitos de acción:
- Religioso.- Himno: discurso en alabanza a una divinidad.
  - En honor de Apolo: peanes e hipoquermas (este últimos se acompaña de danza)
  - En honor de Dioniso: ditirambos e iobacos
- Sociopolítico.- La vida en la polis exigía al orador:
  - Privado:
  - Genethliaco: nacimiento y cumpleaños. El encomiador podía permitirse vaticinar las proezas futuras.
  - Matrimonio: epitalamio y kateunastikòs lógos.- Discursos de bodas con tono solemne y del lecho nupcial con tono erótico
  - Muerte: epicedio.- Incluye: epitafio, breve junto a la tumba, consolatio, consolar a los vivos, y monodia
  - Privado/público
  - Viaje: syntaktikón, el viajero se despide, epibaterio (epibaterion) y propemptikon discurso de bienvenida y despedida
  - Públicos
  - Discurso imperial: basilikòs lógos, en honor de un emperador, general, rey, valido u político que visita el lugar.
  - Región o ciudad: laus urbis alabanza a una región según su situación, historia y habitantes.

## Estructura
Como abstracción ciertas partes más generales pueden extraerse de algunos tipos de encomios: alabar las cualidades de una persona
Proemio
Es habitual en los genethliacos, epitalamios y epicedios comenzar con una presentación que puede incluir una invocatio, invocación a una o varias divinidades para que asistan el rito, sobre todo en los epitalamios, ásí como de una propositio en la que el orador se excuse por tomar parte.
Capítulos encomiásticos
A pesar de que todo el texto debe ensalzar al encomiado, como núcleo se hace un repaso biográfico que incluye: familia, en la que se ensalza la nobleza, antigüedad, honra, virtudes, etc. de su linaje; nacimiento, del momento en que se dio a luz se dirá si pasó algo extraordinario en la tierra o en los cielos, por ejemplo el eclipse que hubo en el nacimiento de Felipe IV, si no lo hubo conviene alabar los aspectos positivos de la estación en la que nació; naturaleza, en la dicotomía cuerpo-alma, se deben alabar las dos, pues la belleza de uno es reflejo de las virtudes de la otra; crianza, en la que se destacará el crecimiento de las virtudes del encomiado, como la agudeza; educación, se ensalza su inteligencia y rapidez en el aprendizaje con la que supera a sus iguales; actividades, suele aprovecharse para resaltar la nobleza del personaje con las acciones que le corresponden: guerra y letras; acciones, para concluir se tratan todas las proezas memorables que el encomiado realizó.
En los textos que correspondan se añaden los tópicos de la cuantía de su fortuna, de las virtudes y belleza de la esposa o virtudes y proezas del esposo, y finalmente de la numerosa y parecida descendencia.
Plegaria
Desear dicha, buena fortuna, es esencial en los epitalamios y discursos de viajes, así como en basilikòs logos. Se suele pedir esta al dios que se haya invocado.